# Feu de Barnouic
Le feu de Barnouic est situé sur la roche Barnouic au large de l'île de Bréhat dans les Côtes-d'Armor en Bretagne.
Le feu est érigé sur une roche située au nord-est du plateau de Barnouic à environ douze milles (22,22 km) au nord-est de l'île de Bréhat et à environ cinq milles (9,26 km) dans le sud du phare des Roches-Douvres.
Le projet de construction du feu de Barnouic est approuvé par décision ministérielle du 22 mars 1901, la construction débute en 1902 et se termine en 1908. Le 10 août 1910 l'édifice, une tourelle octogonale en béton armé, cardinale est, est allumé.
Le premier feu est à acétylène, il est modifié le 1er août 1911 pour un feu définitif blanc à occultation toutes les 5 secondes.
Au cours de l'année 1912, le feu s'éteint à sept reprises, ce qui va motiver la transformation de brûleur et un renforcement du feu en septembre 1913.